# Poliana Abritta
Poliana Abritta, née le 18 septembre 1974 à Brasília, est une journaliste brésilienne pour le réseau télévisé Globo.
Entre 2012 et 2013, elle devient présentatrice sur la chaîne Globo Mar. En 2014, elle emménage à New York afin d'endosser le rôle de correspondante pour la chaîne. Avant de déménager à New York, la journaliste était membre de l'équipe du Jornal Hoje avant d'entrer en congé de maternité. La même année, Poliana est prévue pour jouer le rôle de Renata Vasconcellos dans le programme télévisé Fantástico en novembre 2014.